# Queimada (licor)

## Tradição
O ritual da preparação está dirigido a afastar os maus espíritos e as meigas (bruxas) que espreitam, segundo a tradição, para maldizê-los, quer por diversão, por vingança ou por qualquer outro motivo. Qualquer ocasião é boa para realizar uma queimada: uma festa, reuniões familiares ou de amigos. Após a ceia, na obscuridade da noite (que é um bom momento para realizá-la), os comensais reúnem-se ao redor do pote no qual se elabora, preferivelmente com as luzes apagadas. Um dos presentes é encarregado de lhe dar o toque final, erguendo com uma concha o líquido em chamas e deixando-o cair pouco a pouco no recipiente enquanto pronuncia o esconjuro, criando-se um ambiente especial.

## Ingredientes
Os seus ingredientes principais são a aguardente e o açúcar, aos que geralmente é adicionada também casca de limão ou laranja. Também podem ser adicionados alguns grãos de café sem moer, pedaços de maçã e uvas, os quais se acrescentam de forma independente segundo a tradição de cada região.

## Preparação

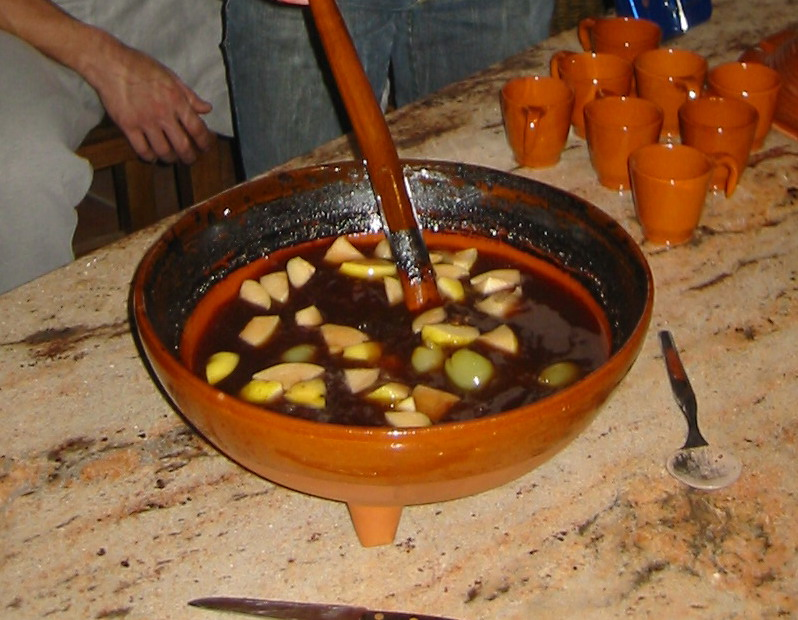
Queimada em preparação.

Num pote de barro cozido (preferivelmente um especial para a queimada) botam-se a aguardente e o açúcar na proporção de uns 120 gramas deste por litro daquela, os demais ingredientes e mexe-se tudo.
Num recipiente menor (normalmente a concha com a que se serve) colhe-se, à parte, uma pequena quantidade de queimada, sem limão nem café, molham-se os bordos da concha com a bebida e ateia-se fogo. Enquanto está ardendo, mete-se a concha no recipiente grande até se estender o fogo por toda a superfície. A seguir, mexe-se devagar, deixando que subam as chamas do álcool, criando cascatas com elas. Mexe-se até se esgotar quase o álcool todo, fazendo que a queimada se apague por si só, à exceção dos bordos, que normalmente não se apagam. É no final deste processo quando se recita o esconjuro.
A queimada é servida quente, sem ser retirado nenhum dos ingredientes.

## Esconjuro
O esconjuro da queimada foi escrito por Mariano Marcos Abalo em 1967 e revisto em 1974.

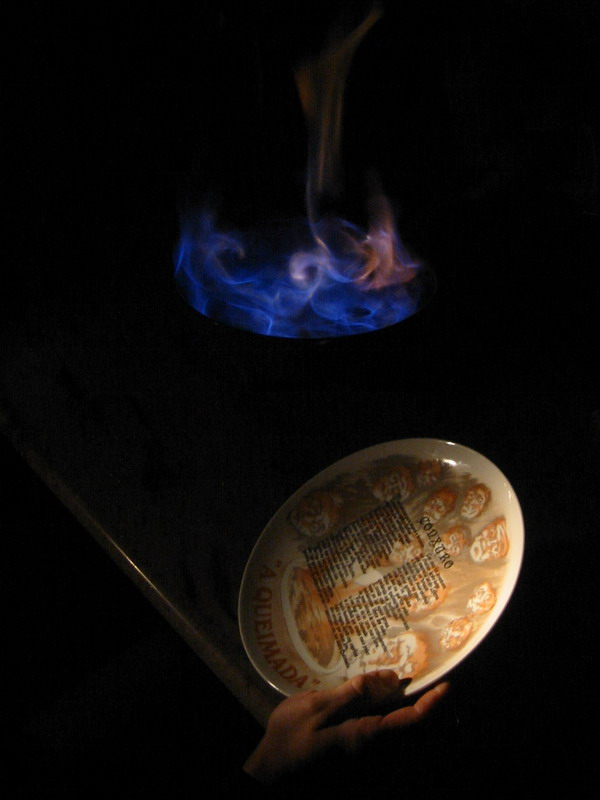
Recitando o conjuro.

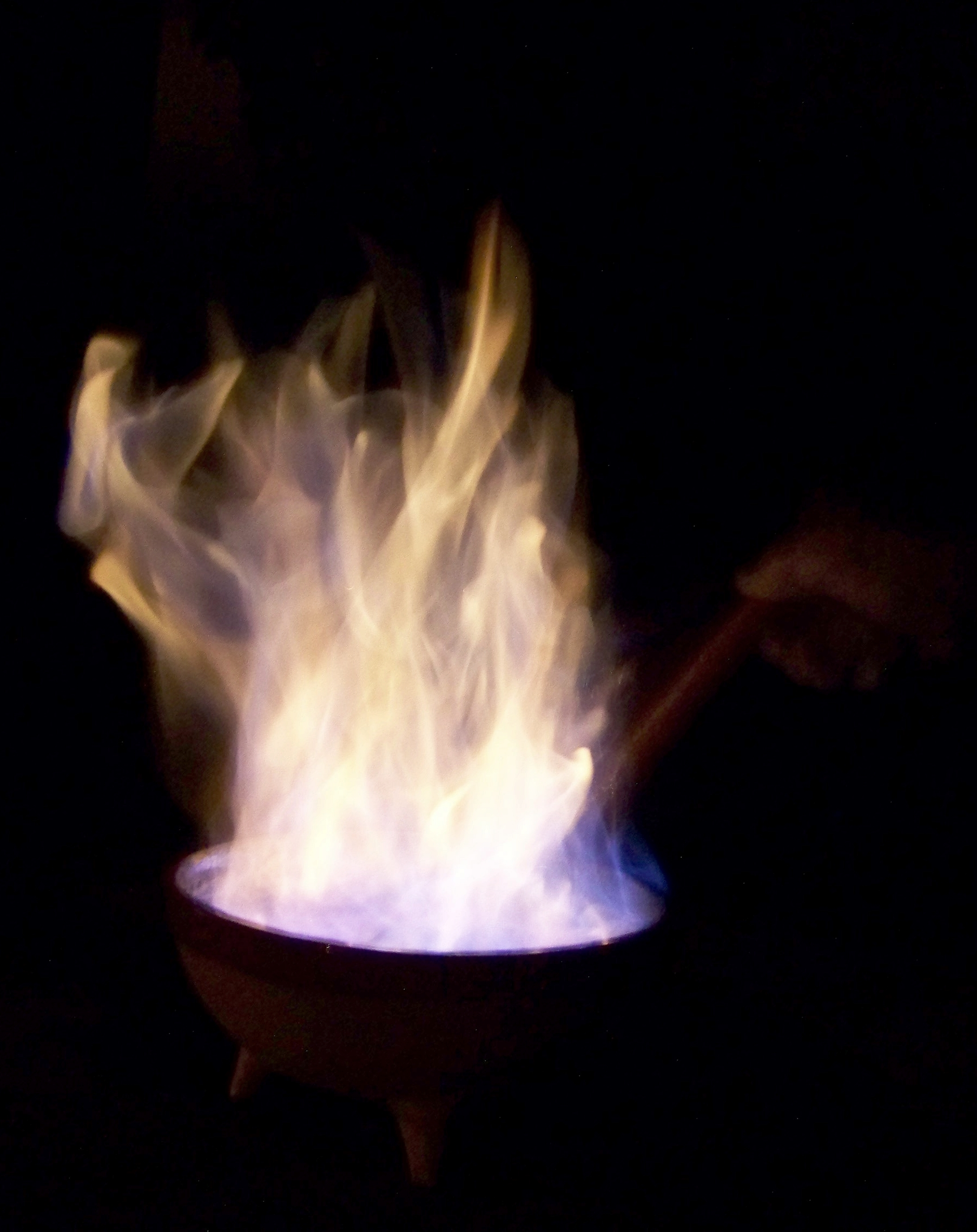
Queimada a arder

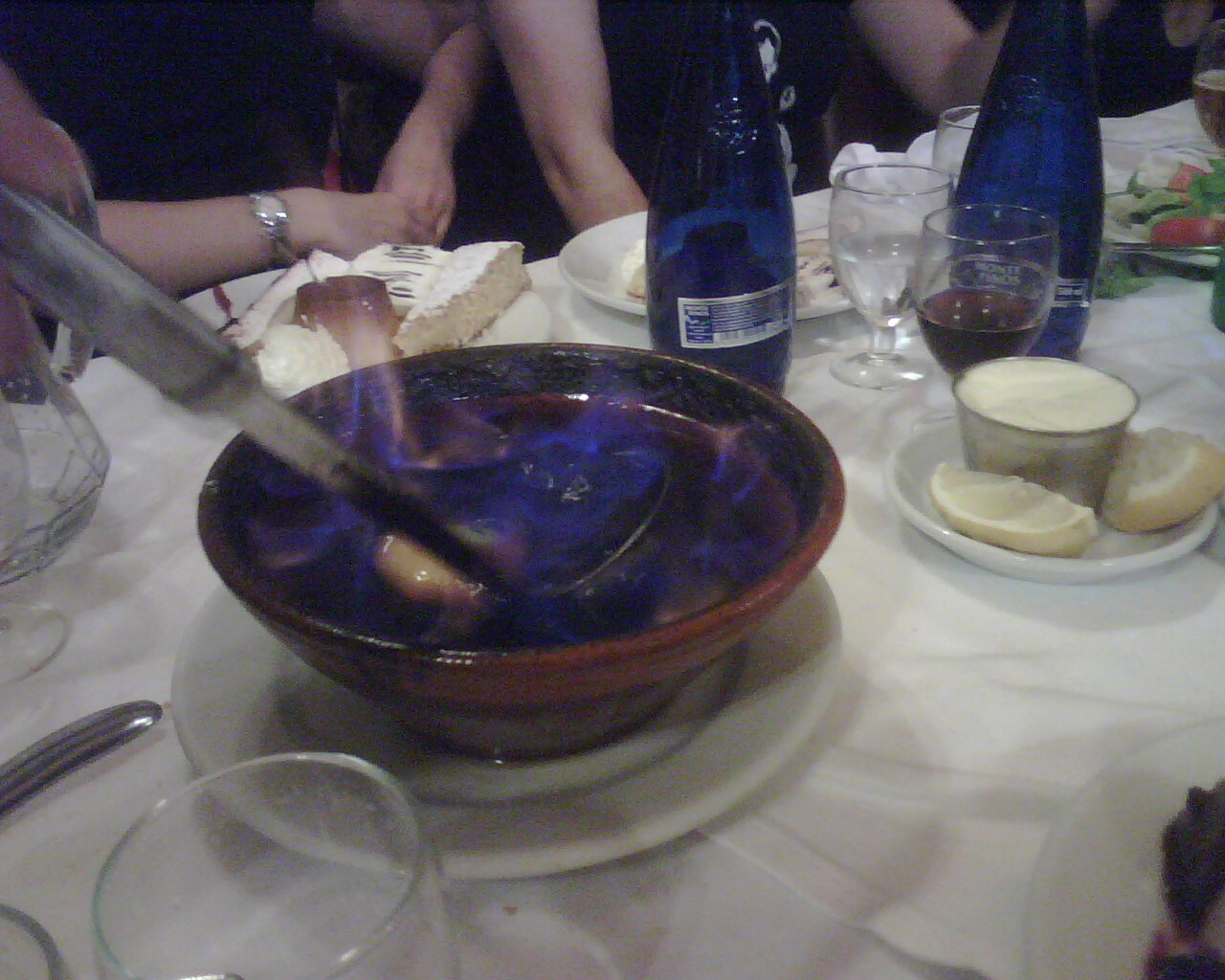
Pequena queimada

 Mochos, corujas, sapos e bruxas.

 Demônios, trasgos e diabos,

 espíritos das enevoadas veigas.

 Corvos, píntigas e meigas:

 feitiços das mezinheiras.

 Podres canhotas furadas,

 lar dos vermes e alimárias.

 Fogo das Santas Companhas,

 mau-olhado, negros feitiços,

 cheiro dos mortos, trovões e raios.

 Uivar do cão, pregão da morte;

 focinho do sátiro e pé do coelho.

 Pecadora língua da má mulher

 casada com um homem velho.

 Averno de Satã e Belzebu,

 fogo dos cadáveres ardentes,

 corpos mutilados dos indecentes,

 peidos dos infernais cus,

 mugido do mar embravecido.

 Barriga inútil da mulher solteira,

 falar dos gatos que andam à janeira,

 guedelha porca da cabra mal parida.

 Com este fole levantarei

 as chamas deste fogo

 que assemelha o do Inferno,

 e fugirão as bruxas

 a cavalo das suas vassoiras,

 indo se banhar na praia

 das areias gordas.

 Ouvi, ouvi! os rugidos

 que dão as que não podem

 deixar de se queimar na aguardente

 ficando assim purificadas.

 E quando esta beberagem

 baixe pelas nossas goelas,

 ficaremos livres dos males

 da nossa alma e de feitiço todo.

 Forças do ar, terra, mar e fogo,

 a vós faço esta chamada:

 se é verdade que tendes mais poder

 que a humanas pessoas,

 aqui e agora, fazei que os espíritos

 dos amigos que estão fora,

 participem connosco desta Queimada.